# NGC 817
NGC 817 (również PGC 8109 lub UGC 1611) – galaktyka spiralna (S?), znajdująca się w gwiazdozbiorze Barana. Odkrył ją Lewis A. Swift 2 września 1886 roku.